# Schoenionta breuningi
Schoenionta breuningi är en skalbaggsart som beskrevs av Siess 1974. Schoenionta breuningi ingår i släktet Schoenionta och familjen långhorningar.
Artens utbredningsområde är Filippinerna. Inga underarter finns listade i Catalogue of Life.